# Xkcd

"Wikipedian Protester", demana referències a un polític a la manera de la Viquipèdia.

xkcd és una historieta web creada per Randall Munroe, un dissenyador de robots de la NASA, natural de Chesterfield, Virginia (actualment viu a Somerville, Massachusetts). El còmic s'autodefineix com a "un còmic web de romanç, sarcasme, matemàtiques i llenguatge".
Els temes de les tires còmiques varien: alguns són declaracions sobre la vida i l'amor, i unes altres són bromes internes de ciència o matemàtiques. Algunes són d'un humor simple o amb referències a la cultura pop. Tot i que l'estil dels dibuixos és molt simple i els personatges que apareixen estan dibuixats com a homes pal, de vegades es mostren paisatges característics, intricats patrons matemàtics com a fractals, o imitacions de l'estil d'altres dibuixants (com en la setmana de la paròdia).
La tira està disponible sota llicència Creative Commons Attribution-NonCommercial 2.5 License. Les noves tires apareixen els dilluns, dimecres i divendres durant la mitjanit. De vegades s'actualitza amb més freqüència per a ocasions especials.

## Història
El còmic va començar al setembre de 2005 quan Munroe va decidir escanejar els gargots que havia fet en les seves llibretes del col·legi i posar-los a la seva pàgina web. Finalment el còmic es va mudar a la seva pròpia web, on Munroe va començar a vendre samarretes basades en el còmic. Actualment Munroe està treballant en el còmic a temps complet, fent de xkcd un còmic autosuficient.
xkcd no és un acrònim, i Munroe no li dona cap significat al nom, excepte com una broma dins del còmic. Afirma que en principi xkcd va ser un àlies que va seleccionar com una combinació de lletres que no signifiqués res, no confusible i fonèticament impronunciable.

## La vida imitant axkcd
En diverses ocasions, els fans han estat motivats pels còmics de Munroe per dur a terme, en la vida real, alguns temes d'algunes de les tires. Alguns notables exemples són:
- Richard Stallman és "atacat" per estudiants vestits de ninjas que després li fan lliurament d'una katana abans d'una xerrada en la Yale Political Union. Inspirat per Open Source.[7][8]
- El 23 de setembre de 2007, centenars de persones es van trobar en les coordenades esmentades en una de les tires. 42.39561 -71.13051. Els fans es van reunir en un parc en North Cambridge, Massachusetts, on l'autor de les tires va aparèixer.[9]
- Quan Cory Doctorow va guanyar el premi 2007 EFF Pioner Award, els presentadors li van donar una capa vermella, unes ulleres i un globus. Inspirat per Blagofaire.[10]
- Hi ha hagut casos de lectors de xkcd colant taulers d'escacs en una muntanya russa. Inspirat per Chess Photo.[11]
- Un lector de xkcd va crear un programa que deixa una nota amorosa en el master boot record. Inspirat en fight
- Munroe va demanar als lectors de la historieta que contribuïssin amb fotos d'ells mateixos tocant la guitarra elèctrica mentre es banyaven, això a la pàgina wetriffs.com Arxivat 2008-12-01 a Wayback Machine., inspirat en el còmic rule 34
- Durant el 24è congrés del Chaos Computer Club a Berlín al desembre de 2007 es va celebrar en absència de menors, càmeres i mitjans de comunicació, un concurs denominat "Rule 34 contest: There is porn of it", inspirat en la tira anterior, on els concursants havien de trobar en Internet pornografia basada en temes rars triats per l'organització.
- Basant-se en el text alternatiu del comic 903 Les persones modifiquen els enllaços interns de Viquipèdia perquè es compleixi la regla que diu "Si en qualsevol article de Viquipèdia (en anglès) es fa clic repetides vegades en el primer enllaç (que no estigui entre parèntesis, o en cursiva), en algun moment s'arribarà a la paraula "filosofia".